# Ärkebiskopsval i Svenska kyrkan
Ärkebiskopsval i Svenska kyrkan sker enligt regler i kyrkoordningen och innebär att ärkebiskop i Uppsala stift tillsätts. Innan Svenska kyrkan skildes från svenska staten år 2000 utsågs ärkebiskopen av regeringen bland tre kandidater föreslagna av kyrkan.

## Valbarhet

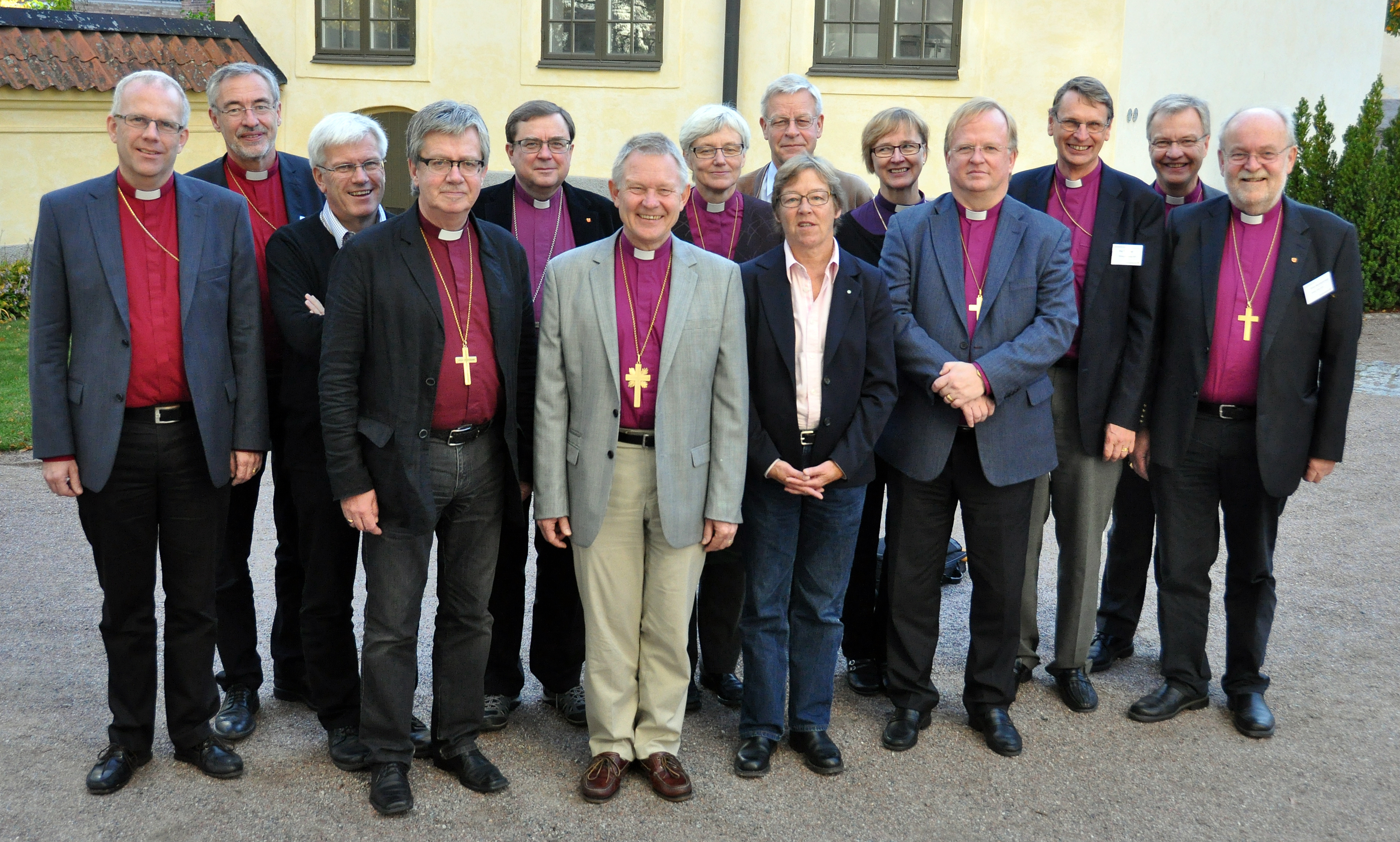
Svenska kyrkans biskopar i september 2011.

Alla döpta medlemmar i Svenska kyrkan är officiellt valbara, men i praktiken har de flesta ärkebiskopar hämtats ur kretsen av biskopar i Svenska kyrkan. Senast någon utanför biskopskretsen valdes var när Erling Eidem valdes 1931.
År 1992 lanserades den första kvinnliga kandidaten, Birgitta Larsson. I oktober 2013 valdes för första gången en kvinna, Antje Jackelén.

## Nominering av kandidater
Valet inleds med ett provval, där de röstberättigade kan rösta för vilken valbar person som helst, utan hänsyn till formell nominering. Endast den som befunnit sig bland de fem främsta kandidaterna eller erhållit minst 5% av rösterna i provvalet kan delta i valets första omgång.

## Rösträtt
Ledamöterna i samtliga stiftsstyrelser, domkapitel och i kyrkostyrelsen har rösträtt. Vidare har alla i Uppsala stift i aktiv tjänst varande präster rösträtt. Lika många som det finns präster i aktiv tjänst i Uppsala stift väljs det lekmannaelektorer i Uppsala stifts församlingar. För att minska Uppsala stifts relativa vikt i valet delas stiftets röster sedan med tio.
Totalt antal röster (2006) är omkring 320, och fördelas sålunda:
- 15 Kyrkostyrelsen
- 253 stiftsstyrelser och domkapitel
- Omkr 52 för Uppsala stift (260 präster + 260 lekmannaelektorer = 520, → delas med 10)

## Valprocedur
- Provval genomförs och de fem främsta kandidaterna eller de som får minst 5% av rösterna, motsvarande omkring 15 röster, går vidare till det ordinarie valets första omgång.
- Om någon kandidat sedan får absolut majoritet i första omgången är han/hon vald.
- En andra omgång äger rum mellan de två främsta kandidaterna, om ingen fått absolut majoritet i första omgången.
- Röstningen äger rum i en vallokal per stift, utan möjlighet till förhandsröstning eller ombudsröstning.
- Valresultatet kan överklagas tre veckor efter att det offentliggjorts.

### Fotnoter
1. ↑  ”Wejryd kan bli ärkebiskop”. Sveriges radio. 20 januari 2006. http://sverigesradio.se/sida/artikel.aspx?programid=91&artikel=778655. Läst 6 oktober 2017.
2. ↑  Anders Hellberg (21 maj 1992). ”Kvinnlig kandidat lanseras” (på svenska). Dagens nyheter. https://www.dn.se/arkiv/inrikes/arkebiskopsvalet-kvinnlig-kandidat-lanseras/. Läst 6 oktober 2017.
3. ↑  ”Första kvinnan som ärkebiskop”. Helsingborgs dagblad. 15 oktober 2013. https://www.hd.se/2013-10-15/forsta-kvinnan-som-arkebiskop. Läst 6 oktober 2017.